# Centroscymnus owstonii
La sapata lija (Centroscymnus owstonii) es un escualiforme de la familia Somniosidae, que habita en las plataformas continentales de los mares tropicales, subtropicales y templados de todo el mundo, a profundidades de entre 100 y 1500 m. Su longitud máxima es de 121 cm.